# Принц открива Америку
Принц открива Америку (енгл. Coming to America) је амерички романтично-хумористички филм из 1988. године редитеља Џона Ландиса и базиран на причи коју је првобитно створио Еди Марфи, који такође глуми у главној улози. У филму такође глуме Арсенио Хол, Џејмс Ерл Џоунс, Шери Хидли и Џон Ејмос. Филм је премијерно приказан 29. јуна 1988. године у Сједињеним Државама. Еди Марфи глуми Акима Џофера, престолонаследник измишљене афричке државе Замунде, који путује у Сједињене Државе у нади да ће наћи жену којом може да се ожени.
Током 1989. године, направљен је пилот за планирану спин-оф телевизијску серију, сли серијс никада није нашла купца. Наставак, Принц открива Америку 2, премијерно је приказан 4. марта 2021. године.

## Радња
У богатој афричкој нацији Замунда, престолонаследник Аким Џофер се уморио од свог размаженог начина живота и на свој 21. рођендан и жели да учини више за себе. Када му родитељи, краљ Џафе и краљица Аолеон, представе договорену будућу невесту, Аким креће у акцију. У потрази за независном женом која га воли због њега самог, а не због његовог социјалног статуса, Аким и његов најбољи пријатељ/лични помоћник Семи путују у кварт Квинс и изнајмљују бедан стан у суседству Лонг Ајленд Ситија, претварајући се да су сиромашни страни студенати.
Почевши од потраге за Акимовом невестом, на крају су их локални становници позвали на скуп који прикупља новац за град. Током тог скупа, Аким наилази на Лису Макдовел, која поседује све особине које тражи. На његово инсистирање, он и Семи добијају почетничке послове радећи у локалном ресторану брзе хране званом McDowell's, лажњаку ресторана McDonald's у власништву удовца Клеа Довела, Лисиног оца.
Акимове покушаје да освоји Лисину љубав компликује Лисин лењи и непријатни дечко, Дарил Џенкс (Ерик Ла Сал), чији отац поседује Soul Glo (Џеријево средство за увијање). Након што Дарил објави њихову веридбу—без Лисиног пристанка—њиховим породицама, она почиње да се забавља са Акимом, који тврди да потиче из породице сиромашних сточара.
У међувремену, иако Аким напредује напорним радом и сазнаје како живе обични људи, Семију није пријатно да живи у тако оскудним условима. Након што је осујећен због састанка са Лисом, када Семи опреми њихов стан хидромасажном кадом и осталим луксузним производима, Аким одузима његов новац и донира га двојици бескућника. Семи је за још новца послао телеграф краљу Џафеу, што је навело Џоферсе да отпутују у Квинс да га пронађу.
Клео у почетку не одобрава Акимово понашање, јер верује да је сиромашан и да према томе није довољно добар за његову ћерку. Постаје усхићен када открије да је Аким заправо изузетно богат принц, након што је упознао Џофере. Када Аким открије да су његови родитељи стигли у Њујорк, он и Лиса одлазе у резиденцију Макдовела да леже тамо где их Клео дочекује. Након што је Клеова веза са Акимом уништена неочекиваним доласком пратње Замбундана, Лиса се касније наљути и збуни што јој је Аким лагао о свом идентитету. Аким објашњава да је желео да га она воли због онога ко је он, а не због онога шта је, и чак јој понуди да се одрекне престола, али Лиса, и даље повређена и бесна, одбија да се уда за њега. Очајан, Акием се предаје договореном браку, али док одлазе, Аолеон замера Џафеу јер се држи застареле традиције уместо да размишља о срећи њиховог сина.
На свадбеној поворци, још увек сломљеног срца Аким је изненађен када сазна да је његова будућа невеста Лиса. Након церемоније, срећно се возе кочијом. Сведочећи таквом сјају, Лиса је истовремено изненађена и дирнута чињеницом да би се Аким тога одрекао само због ње. Аким поново нуди да абдицира ако она не жели такав живот, али Лиса заиграно одбија.

## Улоге
| Глумац            | Улога                  |
| ----------------- | ---------------------- |
| Еди Марфи         | принц Аким Џофер       |
| Арсенио Хол       | Семи                   |
| Џејмс Ерл Џоунс   | краљ Џафе Џофер        |
| Џон Ејмос         | Клео Макдовел          |
| Меџ Синклер       | краљица Аолеон Џофер   |
| Шери Хидли        | Лиса Макдовел          |
| Клинт Смит        | берберин               |
| Пол Бејтс         | Оха                    |
| Ерик Ла Сал       | Дарил Џенкс            |
| Френки Фајсон     | газда                  |
| Ванеса Бел        | Имани Изи              |
| Луј Андерсон      | Морис                  |
| Алисон Дин        | Патрис Макдовел        |
| Шејла Џонсон      | дворска дама           |
| Џејк Штајнфелд    | таксиста               |
| Калвин Локхарт    | пуковник Изи           |
| Самјуел Л. Џексон | пљачкаш                |
| Вонди Кертис Хол  | стадионски продавац    |
| Дон Амичи         | Мортимер Дјук, просјак |
| Ралф Белами       | Рендолф Дјук, просјак  |